# Sclaréol

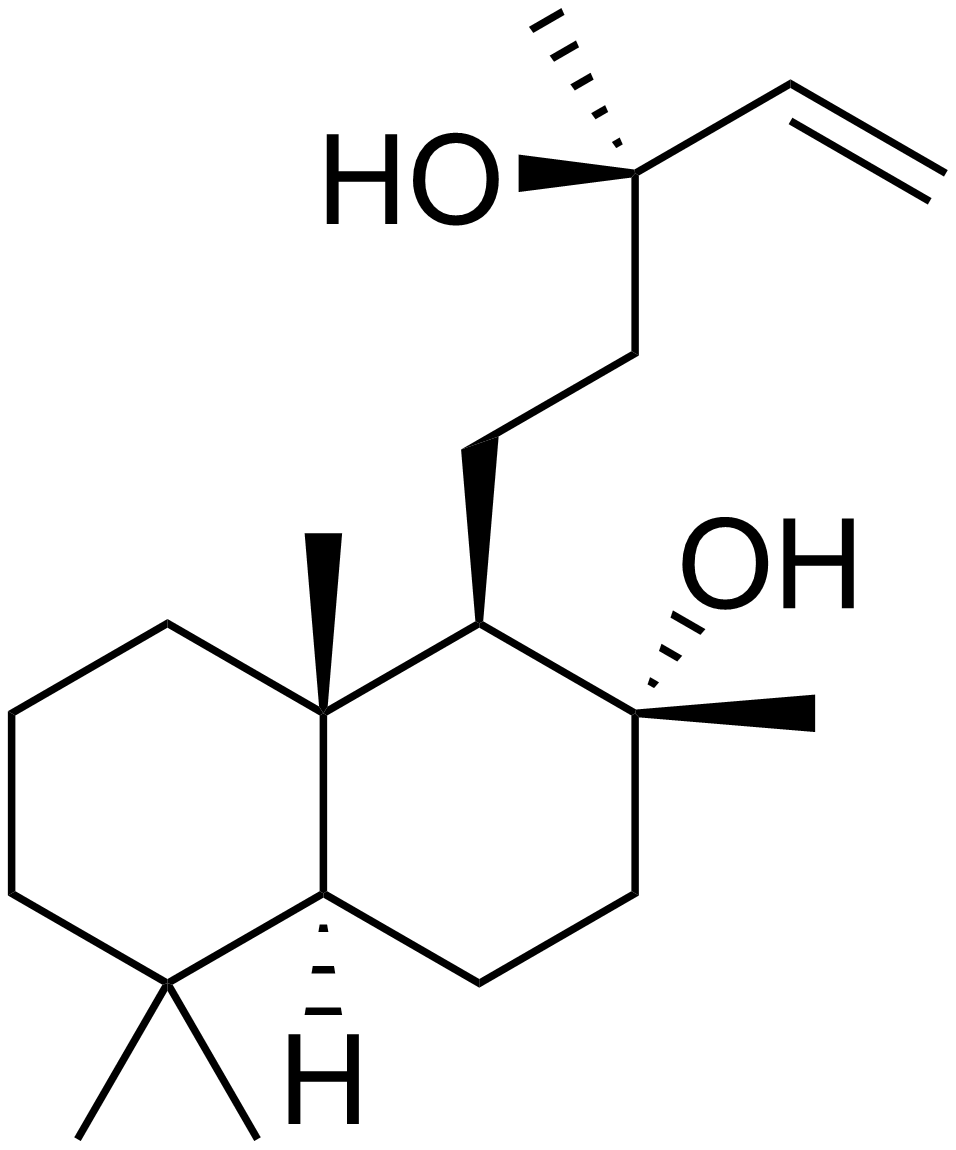
Structure chimique du sclaréol.

Le sclaréol est un composé organique parfumé présent dans la sauge sclarée Salvia sclarea L., d'où il tire son nom. Il est classé comme un alcool diterpénique bicyclique. C'est un solide de couleur ambrée avec un doux parfum balsamique. Il est notamment utilisé en parfumerie pour synthétiser un substitut de l'ambre gris, plus coûteux.
Dans les essais in vitro, le sclaréol est capable de tuer les cellules leucémiques humaines et les cellules cancéreuses du côlon par apoptose,. Il a aussi montré une certaine efficacité in vivo contre le cancer du sein et le cancer du poumon. L'association d'humulène et de sclaréol inhibe la croissance des tumeurs du pancréas chez des souris, probablement médié par l'inhibition de la NF-κB et de l'Akt. Il peut également avoir une action synergique ou antagoniste avec la doxorubicine et le bortézomib.